# Голан, Шамай
Шамай Голан (5 апреля 1933, Пултуск, Мазовецкое воеводство — 10 декабря 2017) — израильский писатель.
Родился в Польше. Во время войны семья Голана вынуждена была бежать из оккупированной Польши в Советский Союз. Затем его выслали в Сибирь. В 1941-42 году его освобождают, а в 1946 он возвращается в Польшу. В 1947 Голан, пробыв какое-то время в британском пересыльном лагере для иммигрантов на Кипре, на небольшом судне достигает берегов Израиля. Шамай Голан вырос в киббуце Рамат-ха-Ковеш. Был офицером Армии Обороны Израиля. Окончил отделение истории и литературы Еврейского университета в Иерусалиме. Преподавал литературу.
Основал Дом писателей в Иерусалиме. Много лет избирался председателем Союза писателей Израиля. Лауреат престижной премии Агнона и Премии премьер-министра Израиля. Автор романов, рассказов, многие из них переведены на русский, английский, испанский, португальский, польский языки. Записал пьесы для радио Израиля и статьи по проблемам израильской и мировой литературы. Советник по культуре Посольства Государства Израиль в России.

## Книги
- 1963 — «Перед рассветом» (Ашморет ахарона («Последняя стража»), роман-автобиография о судьбе одинокого польского еврея-мальчишки, который прошёл дорогами Польши, России, Сибири в годы военного лихолетья)
- 1968 — «Жертвы искупления» (Ашемим, книга описывает трагический исход евреев из послевоенной Европы через судьбу еврейской девушки, скрывавшейся от карателей в польском монастыре)
- «Брачный покров», перев. на русский, 1996, изд. «Олимп»
- 1977 — «Бег на короткие дистанции» (Брихот ле-мерхаким кцарим, сборник рассказов об интеграции новых репатриантов)
- «Засада»
- 1971 — «Мужчина, женщина и война», перев. на русский О. Варшавер, 1999, изд. «Олимп», ISBN 5-7390-0057-2
- Голан Шамай. Последняя стража: Роман / Пер. с иврита В. Тублина. — М.; Тель-Авив: Книга-Сэфер, 2006.